# Сухоренко, Степан Николаевич
Степан Николаевич Сухоренко (иногда Сухаренко, бел. Сцяпан Мікалаевіч Сухарэнка; род. 27 января 1957, Здудичи, Светлогорский район, Гомельская область, БССР) — белорусский военный деятель, председатель Комитета государственной безопасности Республики Беларусь (2005—2007).

## Биография
Родился 27 января 1957 года в д. Здудичи Светлогорского района Гомельской области.
После учебы в Светлогорском техническом училище № 50 поступил в Белорусский государственный технологический университет, который окончил в 1980 году. После окончания вуза работал мастером, начальником смены, заместителем начальника цеха Минского керамического завода ОО «Минскстройматериалы».
В органах государственной безопасности с 1984 года. В 1985 году окончил Высшие курсы КГБ СССР в Минске, после которых работал сотрудником, старшим сотрудником КГБ БССР по Минской области. В 1989 году был назначен заместителем, а затем начальником Борисовского городского отдела УКГБ БССР по Минской области (с 1992 года — управления КГБ Республики Беларусь по Минску и Минской области).
В 1993—1994 годах работал старшим сотрудником, главным сотрудником инспекции КГБ Республики Беларусь.
В 1996 году заочно окончил Академию управления при Президенте Республики Беларусь.
С 5 ноября 1997 по 25 августа 1998 года являлся заместителем председателя КГБ Республики Беларусь, курировал борьбу с организованной преступностью и коррупцией. До своего назначения он возглавлял антикоррупционный отдел Государственного секретариата Совета Безопасности Республики Беларусь.
С 25 августа 1998 по 17 октября 2000 года работал начальником управления Комитета государственной безопасности Республики Беларусь по г. Минску и Минской области. 23 февраля 2000 года Сухаренко было присвоено звание генерал-майора.
С 17 октября 2000 по 20 января 2005 года являлся первым заместителем председателя КГБ Республики Беларусь.
20 января 2005 года назначен председателем Комитета государственной безопасности Республики Беларусь.
В 2005 году, в преддверии президентских выборов в Белоруссии 2006 года, Сухоренко заявил, что оппозиция создала в Вилейском и Крупском районах Минской области военизированные лагеря по подготовке боевиков, которые должны были на выборах организовать массовые беспорядки. В 2006 году Сухоренко заявлял, что по сценарию оппозиции планировалось в ходе митинга в центре Минска приведение в действие взрывных устройств, позже он заявил, что в день выборов готовились взрывы в четырех школах, а оппоненты Александра Лукашенко планировали отравить воду в столичном водопроводе при помощи дохлых крыс.
17 июля 2007 года Сухоренко был снят с должности председателя КГБ, вскоре после чего последовала критика относительно методов работы КГБ со стороны Александра Лукашенко.
Вскоре после отставки Сухоренко на некоторое время исчез из поля зрения СМИ, что породило различные слухи и домыслы о якобы имевшем место его аресте. 14 августа 2008 года Сухоренко был назначен послом в Армении.
В 2012 году Совет Европейского союза признал С. Н. Сухоренко ответственным за угрозы мирным активистам перед демонстрациями в 2006 году, отметив, что он был одним из главных участников репрессий против демократической оппозиции и гражданского общества после фальсифицированных президентских выборов в Белоруссии 2006 года, а также являлся инициатором репрессивных изменений законодательства и законов против демократической оппозиции и гражданского общества.
С апреля 2015 года являлся дуайеном дипломатического корпуса в Республике Армения. В 2015 году уволен с должности посла Белоруссии в Армении.
В феврале 2016 года устроился на работу начальником управления безопасности и защиты информации Банка развития, где проработал до лета 2018 года.

## Санкции ЕС, США
В 2011 году, после проведения президентских выборов в Белоруссии 2010 года, которые Европейским союзом были признаны недемократическими, а также силового разгона акции протеста в Минске 19 декабря 2010 года, был включен в «чёрный список», на которых ЕС были наложены санкции.
Также Сухоренко находится в санкционном списке специально обозначенных граждан и заблокированных лиц США.

## Семья
- Супруга — Сухоренко (Лопато) Наталья Васильевна.
- Дочь — Татьяна.
- Сын — Андрей, работает в Министерстве иностранных дел Республики Беларусь.

У Сухаренко есть внук Владимир от дочери Татьяны.

## Награды
- 15 медалей,
- почётная грамота Национального собрания Республики Беларусь (2002)[22],
- знак «Ганаровы супрацоўнiк КДБ».